# Orlovská mešita
Orlovská mešita měla být po brněnské mešitě další stavbou sloužící muslimům v Česku.
Investor ze Saúdské Arábie (zastupoval jej Albánec Muhamed Gutiqi), tzv. Islámský svaz, plánoval vybudovat náboženský komplex, jehož součástí by byla mešita a několik dalších budov. Celá investice měla stát 200 milionů Kč, avšak zastupitelstvo města její realizaci roku 2004 neschválilo. A to jednak kvůli odporu velké části veřejnosti, která si islám spojuje s násilnými činy, jednak kvůli tomu, že celou investici označily saúdské oficiální kruhy za nedůvěryhodnou. Hlavním důvodem pro vybudování takové stavby ve městě, jako je zrovna Orlová, byla přítomnost návštěvníků z islámských zemí v nedalekých Lázních Darkov. Pro ty by takový svatostánek znamenal zkvalitnění jejich pobytu.